# Отношения между България и САЩ
Българо-американските отношения водят своето начало официално от 1903 г.
Те претърпяват редица промени – от мисионерска дейност и американска подкрепа в борбата за независимост на България в края на 19. век, разширяване на търговските отношения в началото на 20. век, враждебност през Първата световна война, открити военни действия и бомбардировки през Втората световна война до идеологически сблъсък през Студената война, партньорство на България със САЩ и НАТО и все по-здрави политически, военни и икономически връзки в началото на 21. век.

## От първите контакти до 1919 г.

### Американски мисионери в България
Първите контакти между американци и българи в началото на 19. век стават благодарение на американските книги и американските мисионери. Първото американско литературно произведение, преведено на български, е въведението на Бенджамин Франклин към „Алманахът на бедния Ричард“ – „Пътят към богатството“, – изд. 1837 г. През 1839 г. протестантското общество Американски съвет за пълномощници в задгранични мисии изпраща първите мисионери в Отоманската империя с разрешение от отоманските власти да проповядват на християнското население. Един от тези мисионери – Илайъс Ригс – научава български и през 1843 г. публикува първото помагало по българска граматика за чужденци. Към края на 1850 година американските мисионери вече са отпечатили и разпространили вариант на Библията на български език. През 1860 г. Чарлс Морс публикува пълна българска граматика и съставя първия българско-английски речник.
През 1860 г. в Пловдив е открито първото американско мисионерско училище. Освен преподаване на Библията, там се изучава математика, физика, химия и английски език. През 1863 г. в Стара Загора е открито девическо училище. Двете училища се сливат и през 1869 г. стават основата на Американското училище в Самоков, който предлага на българите образование от американски тип.
„Робърт колеж“ към университета на щата Ню Йорк също играе важна роля за образоването на новия български елит. Той открива свой клон в Цариград през 1863 г., където се преподава математика, естествена история, икономика, логика, политическа история, международно право, философия и английски език. През 1868 г. половината студенти са българи. Трима бъдещи министър-председатели на България – Константин Стоилов, Тодор Иванчов и Иван Евстратиев Гешов учат там. Американските мисионери също така основават вестник „Зорница“, който излиза в продължение на седемдесет и шест години и предлага статии по въпросите на науката, историята и теорията и практиката на западната демокрация. В средите на българската интелигенция често се обсъжда моделът на американската република като един от моделите за независима България.
Протестантските мисионери имат ограничен успех в България. На дейността им се противопоставят българската православна църква и много от водачите на националното освободително движение, които не желаят да видят България разделена според религиозна принадлежност. Основаните от мисионерите училища и вестници обаче подпомагат изграждането на национално съзнание, а завърналите се в Америка мисионери често се превръщат за България в неофициални дипломати.

### Американски дипломати и журналисти за независимостта на България
От 1393 до 1878 г. България е в рамките на Османската империя. През април 1876 г. /май по нов стил/ група български радетели на каузата за национална независимост оглавяват въстание против османското владичество, което обхваща различни части на страната. На въстанието липсват добър план, добра екипировка и ръководство, затова то претърпява неуспех. То е последвано от сурови наказателни мерки и кланета. Българските студенти в цариградския „Роберт Колеж“ представят историите за кланетата на вниманието на преподавателя д-р Албърт Лонг и на изпълняващия длъжността директор на „Роберт Колеж“ д-р Джордж Уошбърн, който изпраща писма до Едвин Пиърс, цариградския кореспондент на лондонския „Дейли Нюз“. На 23 юни Пиърс пише първата си статия за „зверствата в България“. Статията води до въпроси в английския парламент и министър-председателят Бенджамин Дизраели призовава да бъде направено официално разследване.
Генералният консул на САЩ в Цариград Юджийн Скайлър предприема пътуване из българските територии на Османската империя през юли и август 1876 г., за да проучи сведенията за зверствата. Към него се присъединява американският журналист Джанюариъс Макгахан по поръчка на „Дейли Нюз“. Макгахан пише поредица от ярки статии за кланетата, особено за станалото в българското село Батак, където според него са избити всички жители. Тези разкази, публикувани от пресата в Англия и другаде в Европа, а по-късно отпечатани като брошури, събуждат повсеместен гняв към османското правителство. През ноември 1876 г. генералният консул Скайлър и княз Церетелев публикуват изцяло своя доклад, като по тяхна преценка в резултат от въстанието са били убити 15 000 българи. По същото време доклад на британския дипломат Уолтър Баринг посочва 12 000 жертви. В добавка на описаните репресии и кланета този доклад съдържа първата карта на българското население в региона.
За решаване на проблемите, породени от Балканската криза, в Цариград е свикана конференция на посланиците на Великите сили. Поводът са въстанията в Босна и България, както и започналата война на Сърбия и Черна гора срещу Османската империя. На конференцията посланиците на Великите сили предлагат проект за създаването на  две български автономни области, които да включват териториите на общините под диоцеза ва Българската Екзархия. Османската империя отхвърля плана с мотива, че всички права на жителите на империята ще бъдат гарантирани в нова конституция. На 19/31 март 1877 г. в Лондон представители на Великите сили правят последен опит за мирно решаване на кризата, като подписват Лондонския протокол, задължаващ Османската империя да изпълни решенията на Цариградската конференция. След отказа на султана да изпълни решенията от протокола, Руската империя обявява война на Османската империя. През 1877 г. руската армия минава през Румъния, прекосява Дунава и разгромява турската армия след боевете при Плевен и Шипченския проход. /Вж. Руско-турската война 1877 – 1878 и История на България. Настъплението на руската армия е отразявано в британската преса от Макгахан и други журналисти.
Благодарение най-вече на докладите на Макгахан и на американските мисионери в България, американската общественост симпатизира на българската кауза. Турското правителство обвинява генералния консул Скайлър в предубеденост и в нарушаване на дипломатическата практика. През май 1878 г. американското правителство отзовава Скайлър от Цариград.
С разгрома на своята армия турците са принудени да подпишат прелиминарния Санстефански мирен договор, който предоставя обширни територии на  България като автономно трибутарно княжество. Британското, италианското и френското правителство обаче са против излаза на новата държава на Бяло море, опасявайки сеот засилването на руското влияние там, а Австро-Унгария обвинява Русия за нарушаване на договорките от Райхщатското споразумение. През 1878 г. с Берлинския договор, подготвен главно от германския канцлер Ото фон Бисмарк и от британския министър-председател Бенджамин Дизраели, картата на България е прекроена, при което Нишко и Пиротско са дадени на Сърбия заради участието ѝ във войната, части от източна и южна България са върнати на Турция, част от южна Добружа – на Румъния като компенсация за анексията на Южна Бесарабия от Русия, а почти цяла Македония остава под турска власт. Берлинският договор създава Княжество България, васално на Турция. Принц Александър Батенберг, племенник на цар Александър Втори, е първият княз.
Загубата на земи, които българите смятат за част от своята родина, предизвиква силно недоволство в България. За следващите шейсет години основно цел на външната политика на България става обединяването на тези територии.

## Американски изолационизъм и колеблива дипломация
През 19. век дипломатическите контакти между Америка и България са малко, за сметка на търговските и културни връзки. През 1893 г. България бележи скромно участие на световното изложение в Чикаго. Българският писател Алеко Константинов посещава изложението и написва пътеписа „До Чикаго и назад“, в която представя Америка като лидер в технологиите и като земя на неограничените възможности. Книгата прави силно впечатление на много представители на българската интелигенция и оформя тяхната представа за Америка.
През 1886 г. руското правителство, което подозира княз Александър Батенберг в либерални пристрастия, организира преврат в България. Княз Батенберг абдикира, а българското правителство поставя на негово място германския принц Фердинанд I Сакскобургготски.
САЩ правят плахи опити да установят дипломатически отношения с България през 1901 г., но избраният от Вашингтон дипломат не е приет от българското правителство, тъй като седалището му е в Цариград, а не в княжеството.
Най-после на 19 септември 1903 г. Джон Б. Джаксън, извънреден и пълномощен министър за Гърция, Румъния и Сърбия, представя на княз Фердинанд документите си за акредитация, както и писмо за акредитиране от американския президент Теодор Рузвелт. Тази дата бележи установяването на дипломатическите отношения между България и Съединените щати. Княз Фердинанд вдига в софийския си дворец тост за американския президент на английски език, а оркестърът изпълнява американска музика, но все още САЩ не признават напълно България като независима държава, защото по договор тя не е суверенна.
През 1908 г., когато вниманието на великите сили е насочено към анексирането на Босна от Австро-Унгария, на 22 септември княз Фердинанд обявява България за независима държава и приема титлата цар. На 3 май 1909 г. САЩ  признават независимоста на България, а американският президент Уилям Хауард Тафт поздравява цар Фердинанд за приемането на страната ни в общността на суверенните и независими държави!
На 12 януари 1912 г. в София е открита Консулска служба, която се отчита пред генералния консул в Букурещ. Първият служител в американското консулство в България всъщност е български поданик на име Асен Кермекчиев, който по-късно приема името Ейс Кермек – бизнесмен, лекар и журналист. Кермекчиев работи за американското правителство и по времето, когато участва  в   Балканската война – дори на фронта той получава похвали за опазването на живота и собствеността на американски граждани. Той е и основател на първата Американска търговска камара в София.
Консулската служба се трансформира в Генерално консулство на 22 февруари 1915 г. с назначаването на Доминик Мърфи.
През 1912 и 1913 г. България води две войни в опит да си възвърне от съседите териториите, които смята по право български. И през двете войни САЩ запазват неутралитет.

### България и САЩ през Първата световна война
Когато през юли 1914 г. започва Първата световна война, и България, и САЩ остават неутрални. САЩ не желаят да се наместват в европейския конфликт, докато България изчаква да предвиди коя страна – Антантата или Централните сили – ще ѝ помогнат да си върне Одринска Тракия, Южна Добруджа и Македония.
На 10 септември 1914 г. Стефан Панаретов, бивш преподавател в цариградския „Роберт Колеж“ представя своите акредитиви на президента Уилсън във Вашингтон и става първият посланик на България в САЩ. Няколко месеца по-късно – през 1915 г. – Доминик Мърфи заема поста генерален консул в София и е първият американски дипломат със седалище в България.
Американският дипломат Чарлс Вопичка, отговарящ за България в Държавния департамент, през ноември 1914 г. пише на държавния секретар Лансинг: „Според мен България се опитва да си върне по дипломатически път онова, което загуби на бойното поле през миналата година... Опитва се да се вземе Македония от Сърбия, Кавала от Гърция и Силистра от Румъния без война. Никоя от тукашните войнствено настроени страни не възнамерява да ѝ обещае тези територии, а другите балкански държави – Сърбия, Гърция и Румъния – са против на България да се дава каквото и да е ... Възможно е, ако шансовете за война са благосклонни за Германия и Австрия, България да се присъедини към тях въпреки волята на народа, чиито симпатии са на страната на Русия, защото сегашното българско правителство смята, че може да получи повече от Германия и Австрия, отколкото от Русия“.
България подписва съглашение с Германия на 6 септември 1915 г. и обявява война на Сърбия на 14 октомври. В отговор Великобритания, Франция и Италия, съюзници на Сърбия, обявяват война на България.
През октомври 1915 г. Държавният департамент изпраща в София Луис Айнстайн, дипломат в Посолството на САЩ в Турция. Министър-председателят Васил Радославов го уведомява, че България желае да запази приятелски отношения със САЩ.
На 6 април 1917 г. политиката на Германия принуждава САЩ да ѝ обявят война, но не обявяват война на България или на другите германски съюзници, тъй като те не засягат пряко американските интереси.
Президентът Удроу Уилсън е изложен на натиск от страна на някои конгресмени да се обяви война на Германия, България и на останалите германски съюзници. През декември 1917 г. Уилсън подготвя изложение за Конгреса, което гласи: „Препоръчвам... Конгресът незабавно да обяви, че САЩ е във война с Австро-Унгария, Турция и България“.
Американският съвет за пълномощници в задгранични мисии и американският филантроп Кливланд Додж, оглавяващ борда на „Роберт колеж“, молят с писмо Президента да не се обявява война на България с довода, че това не би повлияло на военните действия, но би навредило на дейността на американските мисионери, на американските учебни заведения и на американските граждани в България и Турция. Уилсън се съгласява да преразгледа предложението си. На 4 декември той призовава да се обяви война на Австро-Унгария, но не и Турция и България, с основанието, че те не стоят на пътя на вероятните американски действия. Конгресът се вслушва в казаното от Уилсън и приема предложението му.
В точка 4 от своите 11 точки, предложени от Уилсън на Конгреса на 8 януари 1918 г., Уилсън призовава приятелски настроена страна да помага за уреждане на „отношенията на тези няколко балкански страни... според исторически определените линии на принадлежност и националност“. През февруари Президентът добавя 4 нови принципа, един от които гласи: „Всяко уреждане на териториални въпроси в тази война трябва да се прави в интерес на съответното население и за неговото благо“. В тези декларации България съзира надежда, че САЩ ще погледнат благосклонно на желанието ѝ да си върне територии.
Февруарската революция в Русия събужда много антимонархистки и антивоенни чувства. През септември 1918 г. в българската армия избухват бунтове. Независимо от противопоставянето на цар Фердинанд, българският министър-председател Александър Малинов споделя пред американски дипломати възможното излизане на България от войната съгласно принципите, изложени от президента Уилсън. Генералният консул Мърфи телеграфира от София: „България приема благосклонно предложението президентът Уилсън да бъде арбитър на Балканите“. Междувременно обаче правителството на Малинов пада и бива заместено от кабинет на земеделската партия, оглавяван от Александър Стамболийски, който принуждава цар Фердинанд да абдикира в полза на сина си Борис III, и подписва примирие с Антантата. 
На конференцията за мирните договори американската страна водена от президента Удроу Уилсън отива с позицията подготвена от специално създадената комисия от познавачи на Близкоизточния въпрос под председателството на професор Уил Мънро – с изготвения доклад за бъдещето на Балканите и Близкия изток, който е представен на американския президент на 21 януари 1919 г. Главните точки в този доклад, отнасящи се до България, имат следното съдържание: 
„1) България трябва да бъде утвърдена във владение на тази част на Егейското крайбрежие, която ѝ беше оставена по силата на Букурещкия договор от 1913 г. (Западна Тракия); 
2) България трябва да получи гаранции за транзит на своята търговия към Кавала и Солун; 
3) българската граница към Одрин трябва да бъде преместена по посока на Цариград, приблизително до линията Енос-Мидия; 
4) българо-румънската граница в Добруджа трябва да бъде възстановена, както е била преди 1913 г., Южна Добруджа трябва да бъде върната на България; 
5) по отношение на Македонския въпрос комитетът, председателстван от проф. Мънро, възприема гледището на полк. Хауз.“ 
САЩ обаче ca колебливо и отчасти подкрепена само от Италия, а позицията им заедно с реалното прилагане на принципите от „11-те точки“ срещат изключително яростния отпор на победителите – Франция и Великобритания, Гърция, Сърбия и Румъния, които налагат несправедливия за България Ньойски мирен договор. В отговор президента оставя договорите да бъдат подписани от обикновените американски представители предупреждавайки европейските сили, че в късогледството си залагат основите на нов скорошен световен конфликт. Президента Уилсън все пак успява да предотврати планираната от Венизелос подялба на България между Гърция, Сърбия и Румъния за което гръцкият представител вече е получил благосклонността на Франция и Британия, но това преляло чашата на търпението на президента на САЩ и той заявил на гръцкия делегат, „че той, Уйлсон, по-скоро ще напусне конференцията и Париж, отколкото да се съгласи на подялбата на един народ със самостоятелна държава и минало.“ 

## Периодът между двете войни
На 18 март 1919 г. Американската легация в София започва своята дейност, когато Чарлс С. Уилсън връчва акредитивните си писма като шарже д’афер ad interim в София. Уилсън по-късно е назначен за пълномощен министър за България – на 8 октомври 1921 г. – и връчва акредитивните си писма на 5 декември.
Периодът между 1919 и 1939 г. е изключително труден и за България, и за останалата част от Европа, характеризиращ се с миграции на населението, икономически кризи и появата на леви и десни екстремистки партии.
През 1923 г. Стамболийски е свален с преврат и обезглавен. През 1931 г. земеделската партия отново печели изборите, но отново е свалена с преврат през 1934 г. През 1935 г. цар Борис Трети забранява всички опозиционни партии и влиза в съюз с нацистка Германия и фашистка Италия.
През 1938 г. България подписва Балканския пакт и нормализира донякъде своите отношения със съседите, но все така държи на териториалните си искания.
Следвайки своя курс на изолационизъм САЩ играят малка роля в политическите събития на Балканите, но правят стъпки за по-конструктивни дипломатически отношения със сменящите се български правителства. Подписани и ратифицирани са множество споразумения: за пощенските услуги, за помирението, за арбитража, за натурализацията и за екстрадирането.

## Разширяване на българо-американските търговски отношения
През 1920 г. България е в икономически подем и обемът на търговията със САЩ нараства. Американски фирми строят зърнохранилища, докове и съоръжения в пристанището на Варна. През 1928 г. страната е най-големият износител на розово масло за САЩ и един от основните износители на тютюн („Ню Ню Йорк Таймс”, 3 февруари 1929 г.). През 1922 г. българското Министерство на финансите се споразумява с компанията Америкън Банкноут за отпечатването на голямо количество
левове.
Поставя се дори началото на процъфтяващо филмово пиратство на американски игрални филми в България. На 3 май 1925 г. в „Ню Йорк Таймс“ пише: „Пиратите на филми в България са изправили американските агенти на права на нокти. Няма закони за авторското право или споразумения, защитаващи американските филми в Турция, Румъния и България... Крадат филмите при преминаването им през страната, копират ги и продават копията на другите балкански страни.“
През 1925 г. в България има само 125 правоспособни медицински сестри. Американският Червен кръст открива Сестринско училище за обучението на нови кадри.
През 1928 г. американците оказват хуманитарна помощ за щетите от голямо земетресение в Южна България.
Ролята на американските училища продължава да е голяма. През 1935 г. в Американския колеж в Симеоново на 254 ученици и 237 ученички от всички краища на България се предлага гимназиално образование от американски тип със спортни занимания, хорове, студентски съвет и годишници.
Създадената през 1913 г. в САЩ от петролния магнат Джон Дейвисън Рокфелер–старши филантропска организация, започва да помага в България от началото на 20-те години на ХХ в. Рокфелеровата фондация подкрепя финансово образователни и здравни институции в България – построява сградата на Аграрния факултет към Софийския университет, на Института за народно здраве (т.н. Чумен институт) в София, днес Национален център по заразни и паразитни болести. За модерната собствена сграда на института построена в 1932 – 1935 г. Рокфелеровата фондация дава 19 млн. лв. и се ангажира с обзавеждането му, както и с издръжката за известно време на ръководния персонал. Фондацията изразходва към 300 000 долара в България. Съществена част от дейността на Рокфелеровата фондация в България е нейната стипендиантска програма, чрез която получават възможност да повишат своята квалификация редица лекари, инженери, химици, агрономи, социални работници и др. За издръжката им Рокфелеровата фондация изразходва 60 хил. долара, а сред стипендиантите на фондацията са едни от най-изявените български специалисти като акад. Дончо Костов, проф. Михаил Христов, проф. Иван Странски, проф. Димитър Иванов и др. изпраща 30 медици на обучение в САЩ. В продължение на десет години – 1928 – 1938 г., дейността на тази американска благотворителна организация в България се свързва и с Противомаларичната опитна станция в Петрич – институция, изиграла съществена роля в борбата с една от социално значимите болести в страната по това време. Нейното изграждане е резултат от обединяване усилията на българската държава, на Рокфелеровата фондация и Хигиенната секция към Обществото на народите. Фондацията финансира обзавеждането на станцията, осигурява годишния ѝ бюджет, в т.ч. разходите за провеждането на научни изследвания, заплатите на персонала и консумативите за борбата с маларията, за което изразходва над 15 млн. лв. Общо за благотворителната си дейност в България между двете световни войни Рокфелеровата фондация изразходва повече от 100 млн. лв. С началото на Втората световна война фондацията постепенно преустановява своята дейност в България.
Фондация Близък изток е създадена през 1915 г. в отговор на арменския геноцид в Османската империя като Комитет за подпомагане на арменското и сирийското население, в края на 1929 г. тя получава статут на филантропична организация, чиято благотворителната дейност обхваща района на Източното Средиземноморие и Балканите. В България тя построява 14 спортни площадки в София и 34 в страната. В България фондацията създава своя структура – комитет „Помощ на Близкия изток“. председателстван от Софийския митрополит Стефан. Комитетът помага съществено в тежкия бежански проблем, с който страната се сблъсква след края на Първата световна война. Финансират се разнообразни инициативи в помощ на бежанците – обзавеждане на сиропиталища, летни кухни, детски игрища и др. Финансират се разнообразни инициативи в помощ на бежанците – обзавеждане на сиропиталища, летни кухни, детски игрища и др. През 30-те години Близкоизточната фондация насочва своята дейност изключително към изграждане на летни детски игрища като средство за извънучилищно възпитание и за физическо укрепване на младото поколение. Първото в страната подобно съоръжение, наречено „Образцово игрище на Близкоизточната фондация“, е създадено в един от най-бедните квартали на София – Коньовица (Разсадника). Игрището разполага със спортни площадки, библиотека и читалня, а заниманията се провеждат от специално обучен персонал. За децата, които посещават игрището е осигурен медицински контрол, а за по-бедните – и безплатна храна в трапезарията на кварталното училище. Близкоизточната фондация открива и издържа детски игрища и в селата Дивля, Радомирско и Байлово (дн. гр. Елин Пелин), оказва материална и техническа подкрепа на други подобни съоръжения в страната. Изключително голяма обществена полза носи и създадената в кв. Коньовица в столицата здравно-съвещателна станция, която осигурява постоянни здравни грижи на жителите на квартала. Освен това персоналът на станцията прави и редовни проучвания на социално-икономическото положение и хигиенно-битовите навици на населението, провежда редица новаторски инициативи като кампания за хигиенизиране на квартала, съревнование за образцово подредено лично стопанство, служба за професионална ориентация, дружество „Модерна майка“, кампания за „семейно настаняване“ на изоставени деца и др. През 1935 г., по споразумение с българските власти, Близкоизточната фондация провежда експериментална стопанска и здравна дейност в с. Дивля, Радомирско, станала част от официалната държавна програма за модернизиране на българското село, нар. „Образцово село“. Фондацията открива в селото, като филиали към съответните ѝ институции в София, лятно игрище, дневен детски дом, здравно-съвещателна станция. Започва строеж на резервоар за питейна вода и обществена баня, прокопани са канали за напояване, отводнени са блатисти терени и т.н. Близкоизточната фондация продължава да поддържа своите инициативи в България и след началото на Втората световна война чак до 1943 г., когато държавата поема изцяло грижата за нейните инициативи.

## Втората световна война
При започването на Втората световна война през септември 1939 г. неутралитет е пазен и от България, и от САЩ. Както и през Първата световна война, България търси съюзник, който да ѝ помогне за връщането на изгубените територии. През 1940 г. с помощта на Германия, Италия и СССР тя си връща Южна Добруджа с подписването на Крайовската спогодба.
През март 1941 г. българското правителство разрешава части на германската армия за прекосят България, за да се присъединят към силите на Оста.
Когато обединените сили на Германия, Италия и Унгария нападат и разгромяват армиите на Югославия и Гърция, България остава пасивна, но през април 1941 г. тя окупира териториите на днешна Македония и на Беломорска Тракия, включително и островите Тасос и Самотраки.
България не участва в нападението на Германия върху Съветския съюз и не скъсва дипломатически отношения със Съветския съюз.
През декември 1941 г. Германия обявява война на САЩ и България, съгласно чл. 3 от Договора за присъединяване към Тристранния пакт, съответно скъсва дипломатически отношения със САЩ и им обявява символична война на 13 декември 1941 г. САЩ не отговарят веднага със същото. Едва през юни 1942 г. президентът Рузвелт призовава войната да бъде обявена. На 2 юни 1942 г. той изпраща следното послание на Конгреса:
Правителствата на България, Унгария и Румъния обявиха война на САЩ. Съзнавам, че трите правителства са предприели този акт не по собствена инициатива или в отговор на народните искания, а защото са оръдия на Хитлер. Сега те са заети с военни действия срещу Обединените нации и плановете им са да разширят тази своя дейност.

Затова препоръчвам на Конгреса да постанови състояние на война между САЩ и България, САЩ и Унгария и САЩ и Румъния.
На 5 юни 1942 г. и САЩ обявяват война на България, като на 13 юни същата година е сформирано за целта и Управление на стратегическите служби.
През септември 1943 г. правителството разпорежда депортирането на българските евреи. Депортирането на евреите от България среща съпротивата на Българската православна църква и на народни представители и не се състои, но евреите от окупираните от българската армия райони в Македония и Гърция са събрани и изпратени в лагерите на смъртта.
Първият сблъсък между американски и български военни части става през 1943 г. в Плоещ по времето на американското въздушно нападение над румънската петролна рафинерия, от чието производство 60% отиват за военните нужди на Германия. На 1 август 1943 г. 177 самолета тип Б-24 Либърейтър с екипаж, наброяващ 1726 души, излитат от Либия и прекосяват Гърция и България на път за Плоещ. Бомбардировките нанасят големи щети, но и американците понасят големи загуби: 54 самолета и 532 души екипаж. По време на обратния си полет 4 български самолета прихващат един американски самолет и го свалят близо до село Сухозем, Пловдивско. Загива един член на екипажа, както и седмина работещи в полето българи.
Няколко месеца по-късно самата България става мишена: между 14 ноември 1943 и 10 януари 1944 г. София е бомбардирана 6 пъти от американски самолети, като на 10 януари дневната американска бомбардировка е продължена през нощта от британски самолети. При бомбардировките загиват 1374 души, а много сгради в центъра на София са разрушени. Хиляди цивилни лица се евакуират в провинцията.
Във въздушните си нападения САЩ губят много самолети, някои от които са свалени от български пилоти. Между 1943 и 1944 г. 329 пилоти и членове на екипажи от седем страни, предимно американци, са заловени и затворени във военнопленническия лагер, намиращ се там, където сега е паметникът Създатели на българската държава край град Шумен. Задържаните са освободени на 8 септември 1944 г.
Скоро след бомбардировките България започва да търси неофициални дипломатически контакти със САЩ, включващи и преговори в Кайро, за да подготви изтеглянето си от Оста. Левите антифашистки партии на страната се обединяват в Отечествен фронт против германците и българското правителство. През август 1943 г. цар Борис III умира внезапно скоро след като се е завърнал от посещението си в Германия. Наследява го невръстният му син Симеон Втори с назначено регентство, което да управлява от негово име.
Участник в преговорите за излизане на Царство България от войната е и един български евреин, Ангел Куюмджийски. Задачата му е дадена от Държавния департамент на САЩ. През 1940 г. той напуска пределите на Царство България и става полковник от разузнаването на САЩ. Многократно е сменял гражданството си. Произхожда от самоковски евреи златари.
Когато Червената армия приближава северната граница на България през септември 1944 г., съставеното на 2 септември ново правителството на демократичната опозиция на Константин Муравиев обявява, че напуска Оста, изтегля войските си от Югославия и Гърция и обявява война на Германия с надеждата да избегне съветската окупация. Тези му действията са безрезултатни, след като Съветският съюз обявява война на България на 5 септември 1944 г., а на 8 срещу 9 септември Отечественият фронт – коалицията от леви антифашиствки сили, доминирана от комунистите и някои ляво настроени военни прави преврат. Съставено е ново правителство на ОФ, в което комунистите имат ключови позиции и са сменени регентите. Частите на Червената армия влизат в София на 16 септември 1944 г.

## Примирие между България и съюзниците
На 28 октомври 1944 г. външният министър на България Стайнов подписва в Москва примирие с представители на САЩ, Великобритания и Съветския съюз. За САЩ подписите си полагат генерал-лейтенант Джеймс Гамел, представител на Върховното съюзническо командване за Средиземно море, и Джордж Кенан, шарже д’афер в Москва.
По силата на този договор България се съгласява въоръжените ѝ сили да останат под командването на съюзниците до разгрома на Германия, а после да бъдат подчинени на Съюзна контролна комисия. Тя се и съгласява да изтегли от по-преди окупираните територии свои войници, държавни служители и български граждани, заселили се там след януари 1941 г., както и да отмени свързаните с това закони.
Когато Сталин, Рузвелт и Чърчил се срещат в на конференцията в Ялта през февруари 1945 г., България е вече окупирана от съветската армия и е управлявана от марионетно просъветско правителство. На Ялтенската конференция британският външен министър Антъни Идън заявява, че на България не бива да бъде позволено да се съюзи с Югославия, където е наложен комунистически режим под ръководството на маршал Тито. Ето какво пише в протокола на заседанието:
„Имаше размяна на мнения на външните министри по въпроса дали е желан един пакт на югославско-български съюз... Г-н Идън предлага правителствата на България и Югославия да бъдат осведомени, че това няма да получи одобрение. Г-н Стетиниъс предлага посланиците на Великобритания и САЩ да обсъдят въпроса по-нататък с г-н Молотов в Москва. Г-н Молотов се съгласява с предложението на г-н Стетиниъс.“

## Студена война (1947– 1989)

### Началото на Студената война в България
След победата над Германия през май 1945 г. в София се установява Съюзната контролна комисия. Американският представител Мейнард Барнс прави опити да убеди българското правителство да следва демократичните принципи, но не постига особен успех.
През септември 1946 г. монархията е забранена след плебисцит, а Симеон Втори напуска страната. Проведените избори не са свободни и осигуряват победа на комунистическата коалиция. Начело на правителството застават Васил Коларов и Георги Димитров. Никола Петков, лидерът на земеделската партия, който отказва съюз с комунистите, е арестуван и екзекутиран. В края на 1947 г. България вече е съветски сателит.

## САЩ скъсват дипломатическите отношения
Когато през септември 1947 г. Държавният департамент изпраща Доналд Хийт като американски представител в България, Хийт установява, че следващото сталинистка линия правителство на Георги Димитров става все по-враждебно към САЩ и Запада. Прокламираната през 1947 г. Доктрина Труман на президента Хари Труман за американска подкрепа на гръцкото правителство против комунистическите въстаници, подпомагани от югославския диктатор Йосип Броз Тито, допълнително засилва напрежението в региона.
Когато Сталин изгонва Тито от Коминформбюро, българското правителство остава лоялно на Сталин. Започва преследване на „титовистите“ в България и през декември 1949 г. е арестуван, осъден по скалъпен процес и екзекутиран заместник министър-председателят Трайчо Костов.
По време на процеса срещу Трайчо Костов американският пратеник Доналд Рийд Хийт е споменаван често като контакт на Костов, като прокуратурата обвинява Костов, че се е срещал с него в края на 1947 година. Хийт и Държавният департамент отхвърлят тези твърдения, определяйки ги като „явно и доказуемо неверни“. Въпреки това на 19 януари 1950 година българското правителство обявява Хийт за „персона нон грата“, а служители на американското представителство са арестувани за разследване за шпионаж.
В отговор на 22 февруари САЩ скъсват дипломатически отношения с България. Ден по-късно Хийт и още четирийсет и трима служещи в Американската легация се качват на Ориент експрес и заминават за Турция. Българското правителство квалифицира скъсването на отношенията като нов етап от „борбата на американските империалисти срещу мирния демократичен фронт“. Оттам нататък Посолството на Полша във Вашингтон отговаря за българските интереси в САЩ, а Посолството на Швейцария в София защитава американските интереси в България.
Българското правителство продължава да следва сталинистката линия. От края на Втората световна война до смъртта на Сталин през 1953 г. 12 000 българи преминават през трудови лагери.

## САЩ и режимът на Тодор Живков
През 1954 г., година след смъртта на Сталин, за първи секретар на БКП е избран членът на Политбюро Тодор Живков. През април 1956 г. той измества Вълко Червенков, чиито пост на генерален секретар е премахнат и така Живков остава начело на БКП през следващите 33 години.
Живков модифицира сталинисткия курс и затваря някои от лагерите, но режимът продължава да преследва политическите си противници. За разлика от ГДР, Унгария и Чехословакия, в България няма антикомунистически въстания.
Живков следва насоките на Никита Хрушчов и се опитва да подобри отношенията на България със САЩ. През 1957 г. той дава интервю на кореспондента на „Ню Йорк Таймс“ Сайръс Лео Сулцбъргър, в което приканва към възстановяване на дипломатическите отношения със САЩ. („Ню Йорк Таймс“, 22 септември 1957 г., стр. 1.) В него Живков призовава също и към по-тесни търговски връзки, както и към образователен и културен обмен. През 1959 г. дипломатическите отношения между двете страни са възстановени и те откриват дипломатически представителства в съответните столици.
През септември 1960 г., по инициатива на Никита Хрушчов Живков заминава заедно с няколко други източноевропейски ръководители за САЩ, за да участва в работата на годишната сесия на Общото събрание на ООН и пребивава там близо месец. Посещава заводи за обработка на храни, както и град Атлантик, където е впечатлен от огромните хотели. Споменава пред репортери, че в България обмислят построяването на един-два хотела на 8 – 10 етажа на брега на Черно море, подобни на видените в САЩ. („Ню  Йорк Таймс, 13 октомври 1960 г., стр. 73.)
В американските си интервюта Живков отрича България да е марионетка на СССР. „Марионетка ли? Това не е вярно! – казва той пред журналист от „Вашингтон пост“. – Това е голяма клевета. Съветският съюз ни помага да изградим независима икономика!“ („Вашингтон пост“, 8 октомври 1960 г., стр. А11).
През 1966 г. България и САЩ повишават равнището на дипломатическите си отношения с посолства вместо легации. Бавно започват да се възобновяват икономическите, техническите, научните и културни връзки.
Предаванията на радио „Гласът на Америка“ на български език обаче са заглушавани. През 1960 г. в Пловдив е арестуван американски дипломат заради предоставянето на американска литература на българи. Всеки контакт с американци е опасен за обикновените граждани.
През май 1955 г. България участва в учредяването на Варшавския договор. През август 1968 г. български части са изпратени в Чехословакия за потушаването на Пражката пролет. На 7 септември 1978 г., рождения ден на Тодор Живков, българските тайни служби организират в Лондон покушение над писателя дисидент Георги Марков с отровата рицин, изстреляна с чадър. Марков умира на 11 септември.

## Демокрация и партньорство след 1989 г.
Разрастването на демократичните движения в Източна Европа през 80-те години на 20. век, заемането на поста ген. секретар на КПСС от Михаил Горбачов през 1985 г. и падането на Берлинската стана през 1989 г. водят до смяната на Тодор Живков на 10 ноември 1989 г. Новата генерация лидери насочват България по пътя на демокрацията и пазарната икономика, ориентират страната към Западна Европа и САЩ. Появяват се опозиционни партии и независими медии.
Конгресът отговаря на тези промени, като през 1991 г. приема изменение и допълнение в Закона за подпомагане на източноевропейските демокрации за България. Към края на 2007 г. американската помощ за България надхвърля 600 милиона долара. В страната пристигат доброволци на Корпуса на мира, за да преподават английски и да подпомагат развитието по места, а създаването на Комисия Фулбрайт за България осигурява обмена между университетите.
Новото българско правителство след изборите през 1990 и 1991 г. иска по-близки отношения с НАТО и САЩ, а по-късно и с новосъздадения Европейския съюз. Президентът Желю Желев посещава САЩ през 1990 г. и има разговори с президента Джордж Х. У. Буш, което е последвано от официална визита в София на американския вицепрезидент Дан Куейл. През 1999 г. президентът Бил Клинтън става първият американски президент, посетил България. Той държи реч пред огромно мнозинство на площад Александър Невски.

## България и Америка по време на кризата в Косово
По време на кризата в Косово през 1999 г., когато НАТО предприема въздушни удари срещу Югославия, десноцентристкото правителство на България застава на страната на НАТО. По време на бомбардировка четири ракети на НАТО погрешка падат на българска територия. На 29 април заблудена ракета улучва къща в Горна баня, район на София. Прозападният кабинет иска да позволи на НАТО използването на въздушното пространство на България, но социалистическата опозиция му се противопоставя.
На конференция на НАТО Надежда Михайлова, външен министър на България, заявява, че не е възможен неутралитет по кризата в Косово, но границите на Балканите трябва да останат непроменени.
Въпреки че правителството подкрепя НАТО, то отказва да приеме бежанци от Косово. Според агенцията на ООН за бежанците в България влизат около 2500 косовари, а много по-големи групи отиват в Северна Македония и Албания.
Надделява мнението за присъединяване към НАТО и България, с подкрепата на САЩ, започва процеса по кандидатстването си в НАТО, както и в Европейския съюз.

## След атентатите от 11 септември 2001 г.
След нападенията над САЩ на 11 септември 2001 г. българското правителство подпомага с части контингента на НАТО в Афганистан, който сваля от власт талибаните.
През юли 2003 г., след като САЩ и техните съюзници влизат в Ирак, България изпраща около 400 военнослужещи да се присъединят към наброяващите 9200 души многонационални сили под полско командване. Българите дават 13 военнослужещи и 6 волнонаемни лица жертва преди водената от социалистите коалиция да изтегли контингента през декември 2005 г. През 2006 г. обаче Народното събрание гласува за охрана на бежанския лагер в Ашраф на север от Багдад да бъдат изпратени 120 военнослужещи и 34 души помощен персонал.
През март 2003 г. България става член на НАТО.
На 15 май 2003 г. държавният секретар Колин Пауъл пристига на кратко посещение в България и участва в тържество по повод на 100-годишнината от установяването на дипломатически отношения между България и САЩ.
През декември 2005 г. държавният секретар на САЩ Кондолиза Райс и българският министър на външните работи Ивайло Калфин подписват договор за сътрудничество в областта на отбраната, разрешаващ на американски военни части да използват три български бази за обучение. През януари 2007 г. България става член на Европейския съюз. През юни 2007 г. президентът Джордж У. Буш посещава България и разговаря с президента Георги Първанов за разширяване на военното и политическото сътрудничество. Президентът Буш изказва положителното си отношение към демократичните промени и етническата търпимост в България с думите, че България може да служи като модел за други страни на Балканите.
През 2007 г. американският посланик в България Джон Байърли и посланикът на България в САЩ Елена Поптодорова правят обиколка на няколко американски града, за да насърчат инвестициите в България. Посланик Байърли също така насърчава българското правителство да засили борбата си с корупцията и организираната престъпност.
България продължава да участва активно във военни мисии и поддържа тесни партньорски връзки в областта на сигурността със САЩ, НАТО и Европейския съюз. Считано от октомври 2007 г. 380 български войници вземат участие в мисията на НАТО в Афганистан, 152 войници служат в оглавяваната от САЩ коалиция в Ирак, 35 – 40 войници участват в мисията на НАТО в Косово, а около 100 войници – в оглавяваната от Европейския съюз мисия в Босна.
Американската програма „Работа и пътуване“ е друга важна част от отношенията между двете страни. През 2007 г. около 10 000 български студенти са получили визи за работа през лятото на различни места в САЩ.

## Стопански отношения
Американските инвестиции в България включват вливане на капитал – чрез регистрирането на дъщерни предприятия в България, покупката на български държавни и корпоративни ценни книжа, покупката на дялове и акции на български предприятия и др. Сред големите предприятия с предимно американска собственост са ТЕЦ „Ей И Ес Марица Изток I“, „Ай Би Ем България“, „Ентърпрайз Сървисис България“, „Инграм Микро“, „Сенсата Технолоджис България“, „Съдърланд Глобъл Сървисиз България“, „Хюлет-Пакард Глоубъл Деливъри България Сентър“.

## Посещение на президенти на САЩ в България

### Ричард Никсън
Визита на Ричард Никсън, бивш президент на САЩ, 30 юни - 2 юли 1982:
- среща на Р. Никсън с председателя на Държавния съвет Тодор Живков на 1 юли 1982 г. в двореца „Евксиноград“ с преводач Елена Поптодорова.

### Бил Клинтън
Визита на Бил Клинтън, президент на САЩ, придружава го дъщеря му Челси Клинтън, София, 21 – 23 ноември 1999:
- среща на Б. Клинтън с президента Петър Стоянов, 22 ноември 1999 г.;
- среща на Б. Клинтън с министър-председателя Иван Костов, 22 ноември 1999 г.;
- среща на Б. Клинтън с председателя на Народното събрание Йордан Соколов, 22 ноември 1999 г.;
- Официална вечеря в зала „София“ на „Кемпински Хотел Зографски“, 22 ноември 1999 г.

### Джордж Уокър Буш
Визита на Джордж Уокър Буш, президент на САЩ, придружава го съпругата му Лора Буш, София, 10 – 11 юни 2007:
- среща на Джордж Буш с президента Георги Първанов, 11 юни 2007 г.;
- среща на Джордж Буш с министър-председателя Сергей Станишев, 11 юни 2007 г.;
- официален обяд в „Слънчевата зала“ на Националния исторически музей, 11 юни 2007 г.

### Бил Клинтън
Визита на Бил Клинтън, бивш президент на САЩ, София, 11 - 12 май 2023:
- среща на Б. Клинтън със студенти в Националният дворец на културата, 11 май 2023
- форум на Глобалната инициатива на Клинтън в Националният дворец на културата, 12 май 2023